# Lasgo
Lasgo je belgická dance skupina. Skupina vznikla v roce 2000 a je složena z vokalistky Jelle Van Dael (po Evi Goffin která byla nucena skupinu opustit v roce 2008) a hudebních producentů Petera Lutse a Jeffa Martense. Peter Luts potvrdil (v belgickém rádiu) v roce 2008, že se Evi Goffin nevrátí do kapely, poté se stala matkou na plný úvazek. Luts ve stejné době oznámil, že se hledá nová vokalistka. Novou posilou kapely se stala Jelle Van Dael, po vítězství v pěvecké soutěži uspořádané s belgickou televizní stanicí JIMtv.
Skupina prodala víc než 5 milionů kopií svých desek Some Things a Far Away a singlů z těchto alb.

## Diskografie

### Alba
| Rok  | Album       | Belgie | Spojené království | Německo |
| ---- | ----------- | ------ | ------------------ | ------- |
| 2002 | Some Things | 11     | 30                 | 82      |
| 2005 | Far Away    | 15     | -                  | -       |
| 2009 | Smile       | 8      | -                  | -       |

### Singly
| Rok  | Singl                                | Dosažená pozice v žebříčku | Dosažená pozice v žebříčku | Dosažená pozice v žebříčku | Dosažená pozice v žebříčku | Dosažená pozice v žebříčku | Dosažená pozice v žebříčku | Dosažená pozice v žebříčku | Dosažená pozice v žebříčku | Dosažená pozice v žebříčku | Certifications           | Album       |
| Rok  | Singl                                | AUS                        | AUT                        | BEL                        | FIN                        | NED                        | GER                        | SUI                        | UK                         | U.S.                       | Certifications           | Album       |
| ---- | ------------------------------------ | -------------------------- | -------------------------- | -------------------------- | -------------------------- | -------------------------- | -------------------------- | -------------------------- | -------------------------- | -------------------------- | ------------------------ | ----------- |
| 2001 | "Something"                          | 19                         | 9                          | 5                          | —                          | 7                          | 8                          | 59                         | 4                          | 35                         | - GER: Gold - UK: Silver | Some Things |
| 2001 | "Alone"                              | 43                         | 25                         | 3                          | —                          | 46                         | 22                         | 89                         | 7                          | 83                         |                          | Some Things |
| 2002 | "Pray"                               | —                          | 43                         | 11                         | —                          | 32                         | 31                         | —                          | 17                         | —                          |                          | Some Things |
| 2004 | "Surrender"                          | —                          | —                          | 6                          | 14                         | —                          | 43                         | —                          | 24                         | —                          |                          | Far Away    |
| 2005 | "All Night Long"                     | —                          | —                          | 8                          | —                          | 22                         | 73                         | —                          | —                          | —                          |                          | Far Away    |
| 2005 | "Who's That Girl?" (with Dave Beyer) | —                          | —                          | 22                         | —                          | —                          | 87                         | —                          | —                          | —                          |                          | Far Away    |
| 2005 | "Lying"                              | —                          | —                          | 16                         | 5                          | 45                         | —                          | —                          | —                          | —                          |                          | Far Away    |
| 2008 | "Out of My Mind"                     | —                          | —                          | 7                          | —                          | 26                         | —                          | —                          | —                          | —                          |                          | Smile       |
| 2009 | "Gone"                               | —                          | —                          | 5                          | 13                         | 17                         | —                          | —                          | —                          | —                          |                          | Smile       |
| 2009 | "Lost"                               | —                          | —                          | 4                          | —                          | 38                         | —                          | —                          | —                          | —                          |                          | Smile       |
| 2009 | "Over You"                           | —                          | —                          | 23                         | —                          | 76                         | —                          | —                          | —                          | —                          |                          | Smile       |
| 2010 | "Tonight"                            | —                          | —                          | 29                         | —                          | —                          | —                          | —                          | —                          | —                          |                          | TBA         |
| 2011 | "Here With Me"                       | —                          | —                          | 30                         | —                          | —                          | —                          | —                          | —                          | —                          |                          | TBA         |
| 2012 | "Sky High"                           | —                          | —                          | 12                         | —                          | —                          | —                          | —                          | —                          | —                          |                          | TBA         |